# Giờ mùa hè Vương quốc Liên hiệp Anh
| Xanh dương nhạt | Giờ Tây Âu (UTC+0)                                               |
| xanh dương      | Giờ Tây Âu (UTC+0) Giờ mùa hè Tây Âu (UTC+1) Giờ mùa hè Anh Quốc |
| nâu             | Giờ Trung Âu (UTC+1) Giờ mùa hè Trung Âu (UTC+2)                 |
| kaki            | Giờ Đông Âu (UTC+2) Giờ mùa hè Đông Âu (UTC+3)                   |
| vàng            | Giờ Kaliningrad (UTC+2)                                          |
| lục nhạt        | Giờ Viễn đông châu Âu/ Giờ Moskva (UTC+3)                        |

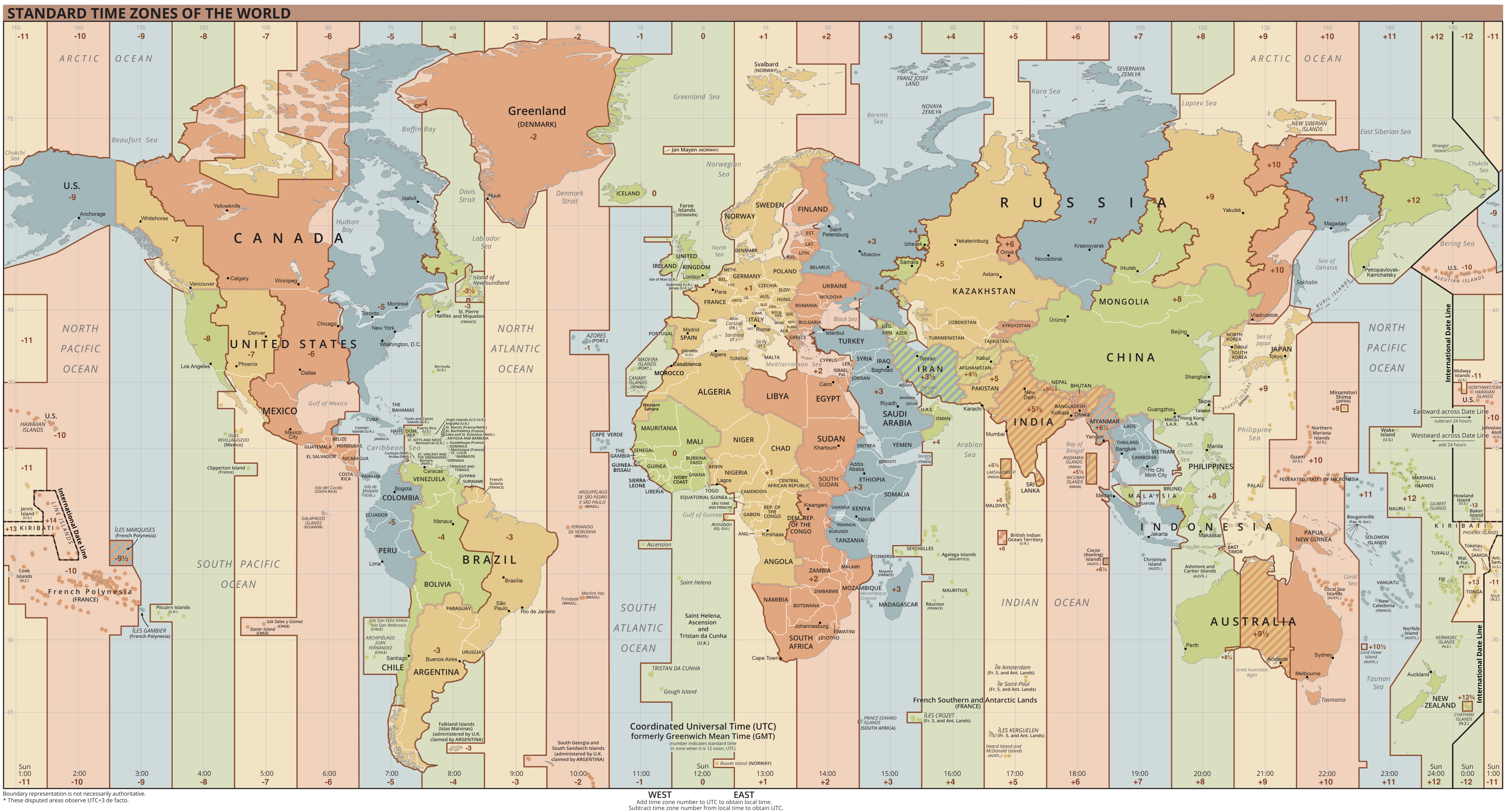
Các quốc gia theo giờ mùa hè (xanh lá) trong đó có Anh Quốc.

Giờ mùa hè Anh Quốc (tiếng Anh: British Summer Time BST) là một múi giờ của Anh Quốc của thời gian tiết kiệm ánh sáng ban ngày hệ thống, hơn Giờ chuẩn Greenwich (GMT) đến một giờ trước. Giờ mùa hè Anh Quốc bắt đầu lúc 01:00 GMT vào Chủ nhật cuối cùng của tháng 3 và kết thúc vào 01:00 GMT (02:00 GMT) vào Chủ nhật cuối cùng của tháng 10, phạm vi thời gian và Trung Âu có cùng thời gian tiết kiệm ánh sáng ban ngày. Giờ mùa hè Anh Quốc bắt đầu được sử dụng sau khi thiết lập Đạo luật thời gian mùa hè năm 1916, khi bắt đầu thời gian tiết kiệm ánh sáng ban ngày là ngày 21 tháng 5 và thời gian kết thúc là ngày 1 tháng 10.
Bảng sau liệt kê các ngày bắt đầu và ngày kết thúc của Giờ mùa hè Anh từ năm 2019 đến 2025: 
| Năm  | Bắt đầu    | Chấm dứt    |
| ---- | ---------- | ----------- |
| 2019 | 31 tháng 3 | 27 tháng 10 |
| 2020 | 29 tháng 3 | 25 tháng 10 |
| 2021 | 28 tháng 3 | 31 tháng 10 |
| 2022 | 27 tháng 3 | 30 tháng 10 |
| 2023 | 26 tháng 3 | 29 tháng 10 |
| 2024 | 31 tháng 3 | 27 tháng 10 |
| 2025 | 30 tháng 3 | 26 tháng 10 |